# Герхардсбрун
Герхардсбрун (њем. Gerhardsbrunn) општина је у њемачкој савезној држави Рајна-Палатинат. Једно је од 50 општинских средишта округа Кајзерслаутерн. Према процјени из 2010. у општини је живјело 162 становника. Посједује регионалну шифру (AGS) 7335011.

## Географски и демографски подаци
Герхардсбрун се налази у савезној држави Рајна-Палатинат у округу Кајзерслаутерн. Општина се налази на надморској висини од 403 метра. Површина општине износи 10,0 km². У самом мјесту је, према процјени из 2010. године, живјело 162 становника. Просјечна густина становништва износи 16 становника/km².